# Ecologie van Antarctica

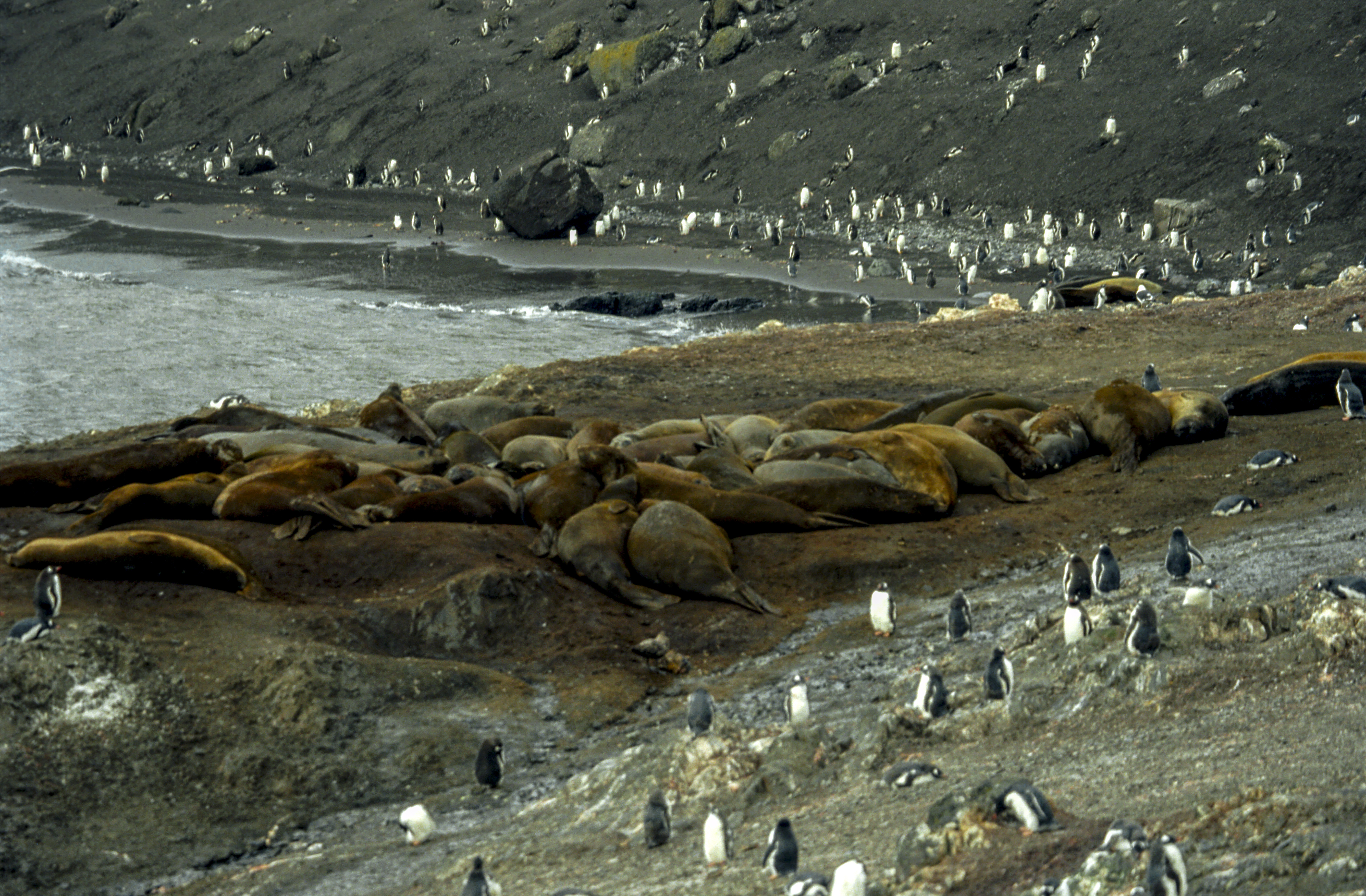
Zeeolifanten en pinguïns

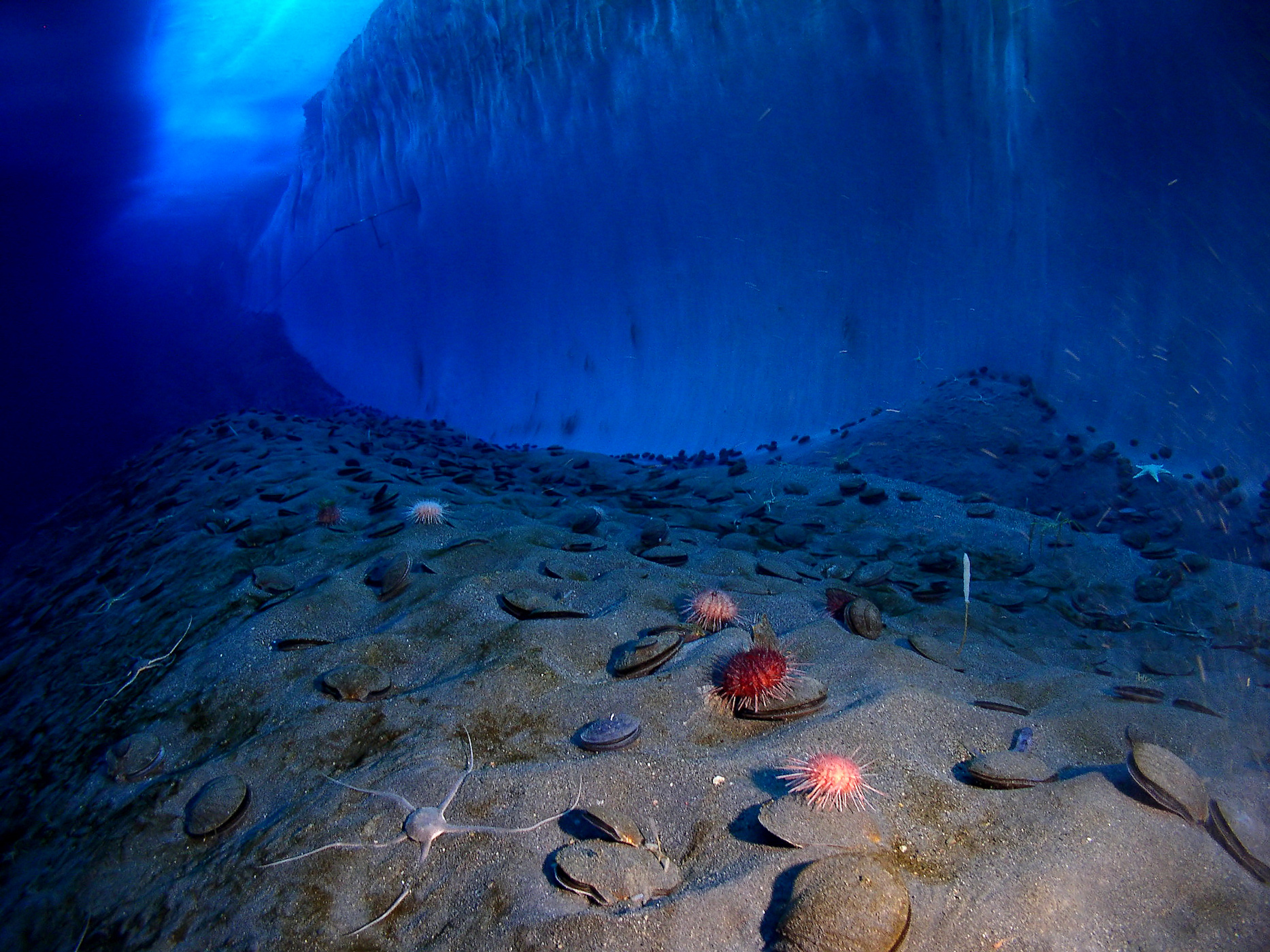
Zee-egels, een slangster, een zeespin en andere soorten op de bodem van McMurdo Sound

Antarctica is een van de acht aardse ecozones. Het continent is al miljoenen jaren te koud en te droog voor de meeste vasculaire planten, en de flora bestaat daardoor op dit moment slechts uit enkele mossoorten en algen. (plantensoorten kunnen op Antarctica overleven doordat ze heel klein zijn, ze hebben dan geen last van de wind)
Op de noordelijkste en westelijkste delen van het Antarctisch Schiereiland kunnen de enige twee bloeiende Antarctische planten gevonden worden: Deschampsia antarctica en Colobanthus quitensis.
Verschillende Antarctische eilanden worden eveneens tot de Antarctische ecozone gerekend.
Miljoenen jaren geleden was Antarctica warmer en natter, en kwamen op het eiland verschillende plantensoorten voor, die nu nog enkel groeien in de zuidelijkste gebieden van Zuid-Amerika.
Op 27 oktober 2016 werd een internationaal akkoord gesloten waarin de Rosszee werd benoemd tot beschermd natuurgebied.